# Sunderold
Sunderold († 26 juin 891) fut archevêque de Mayence et chancelier du royaume de Francie orientale de 889 à sa mort.
Sunderold était moine de l'abbaye de Fulda. À la mort de Liutbert de Mayence (889), le margrave de la Marche Sorabe, Poppon II, le recommanda au roi de Francie orientale, Arnoul de Carinthie, et il devint ainsi archevêque de Mayence et chancelier du royaume. 
En 891, les Normands, qui harcelaient les troupes franques, leur livrèrent bataille près de la Gueule, non loin de Maëstricht. Ils vainquirent les Francs, et l'archevêque Sunderold périt au cours de l'affrontement.